# 华东师范大学医学与健康研究院
华东师范大学医学与健康研究院是华东师范大学的研究院，成立于2020年5月。研究院下设基础医学中心、临床医学中心、转化医学中心和公共健康中心四个中心。管又飞任名誉院长。